# Jindřich I. Francouzský
Jindřich I. Francouzský (1009/1010 – 4. srpen 1060 Vitry aux Loges) byl francouzský král (1031–1060) z dynastie Kapetovců, syn krále Roberta II. a Konstancie z Arles.
Na počátku vlády čelil vzpouře svého mladšího bratra Roberta podporovaného jejich matkou Konstancií. Situaci uklidnil za cenu burgundského vévodství, jehož vládcem se stal jeho bratr jako Robert I. Burgundský, zakladatel burgundské dynastie. Jindřichovým spojencem se stal normandský vévoda Robert Nádherný, který jej při odjezdu do Svaté země určil poručníkem svého syna Viléma. Ten získával moc, později s Jindřichem začal úspěšně válčit a teprve později po jeho smrti se zmocnil Anglie a proslavil pod jménem Vilém Dobyvatel. Naopak vláda Jindřicha je kvůli zmenšení nepříliš rozsáhlého královského dominia ztrátou Burgundska známa spíše jako období úpadku moci francouzských králů.

## Život
Narodil se jako druhorozený syn krále Roberta II. a Konstancie z Arles. Od roku 1017 byl Jindřich vévodou burgundským a po smrti staršího bratra Huga v roce 1025 se stal následníkem francouzského trůnu. O svatodušních svátcích roku 1027 přijal korunu v Remeši a stal se tak přes matčin odpor spolukrálem, a to až do otcovy smrti roku 1031. Královna Konstancie preferovala volbu mladšího syna Roberta. Králův nápad byl podpořen Odem z Blois a Vilémem Akvitánským a Robert dostal příslib Burgundska. Jindřich se společně s bratrem proti otci roku 1030 vzbouřil a k usmíření došlo těsně před královou smrtí v létě 1031.
Jindřichův nárok na trůn byl znovu ohrožen, královna Konstancie se snažila dosadit na trůn Roberta a byla podporována částí velmožů. Na stranu Jindřicha se postavil normandský vévoda Robert, jenž se stal jeho hlavní oporou a také švagr Balduin Flanderský a hrabě Fulko Nerra z Anjou. Mocenské boje s okolními feudály probíhaly po celé období Jindřichovy vlády a jeho moc sahala víceméně jen na území dnešního Ile-de-France.

## Rodina
První manželka Matylda byla příbuznou císaře Konráda II. a manželství zůstalo bezdětné. Po Matyldině smrti v roce 1044 se Jindřich I. po šesti letech osamění roku 1051 oženil s dcerou kyjevského knížete Jaroslava Moudrého Annou. Z tohoto manželství se narodili tři synové.